# Залізничне (Хмільницький район)
Залізни́чне — селище у Хмільницькому районі Вінницької області. Входить до складу Козятинської міської громади.

## Історія
Виникло 1925 року як селище залізничної станції Козятин ІІ. Перетворене на самостійний населений пункт із присвоєнням власної назви 1986 року.